# Metopius paradoxus
Metopius paradoxus är en stekelart som beskrevs av Clement 1930. Metopius paradoxus ingår i släktet Metopius och familjen brokparasitsteklar. Inga underarter finns listade i Catalogue of Life.